# 小松島抗争
小松島抗争（こまつしまこうそう）は、1956年7月から1957年11月に掛けて徳島県小松島市で起きた三代目山口組 二代目小天竜組と本多会系の平井組、福田組との抗争事件。

## 経緯
徳島県小松島市は戦前より博徒として新居良男（小天竜組組長、山口組舎弟）と的屋稼業の平井組（組長・平井龍雄）が地盤を持ち小競り合いを続けていた。 両者においては、平井組が勢力で上回り、平井は後に四国神農会の大立者となる いわば「切れ者」だった。その平井組がパチンコブームの中で1950年に「大小」という機械を置いて商売を始めたことから、「賭博は博徒のものであり縄張り荒らしである」と小天竜組は平井組に抗議。これに対して「機械については盆とは違う」と平井組も反論したことで両者の対立を招く結果となった。
そのような状況の1956年7月13日の夏祭りの夜に、小天竜組の構成員が平井組の事務所を襲い、双方合わせて死者1人、負傷者3人を出す事件があった。この事件は地元県議と本多会幹部の奔走のおかげで、大きな抗争に至らず4日後の7月16日に手打ちとなった。
しかし、討ち入りの余韻が冷めていない翌1957年10月に、かねてから小天竜組と対立関係にあった福田組の構成員が小天竜組事務所の前で喧嘩を起こし、相手（小天竜組とは直接関係のない人）を水死させる事件を起こした。 それを見ていた小天竜組組員は事務所の前でトラブルを起こされて気持ちが収まらなくなり、福田組組員を川に突き落とした。この些細な出来事をきっかけに、1957年11月20日、福田組組員が報復として小天竜組の組長・新居良男を小松島港の岸壁で待ち伏せ銃撃し重傷を負わせた（これは銃撃戦となったため双方に負傷者が出た）。

## 山口組の介入
一旦和解が成立した後の事件だったために小天竜組の上部団体である山口組は激怒し、直ちに行動をとった。若頭の地道行雄を指揮官として、安原政雄、吉川勇次、山本健一、尾崎彰春ら幹部が組員115人を動員して小松島へ乗り込んだ。
しかし、このとき動員の情報を入手し徹底監視していた兵庫県警と徳島県警の介入により実際の抗争は避けられた。

## 小松島抗争と その後抗争
小松島抗争は三代目山口組（組長・田岡一雄）になって初めての大規模な抗争となった。このとき採られた迅速な大量動員による徹底的な示威行為は、その後の山口組の抗争（明友会事件や夜桜銀次事件、広島抗争等）で繰り返される戦術となった。
この手法を確立した山口組は以降、若頭・地道のもと圧倒的な武力を背景に1960年代から1970年代に掛けて全国に侵攻していくこととなった。小松島抗争は、その先駆けとなる抗争だった。